# Гра Ріплі
«Гра Ріплі» (англ. Ripley's Game) — психологічний трилер 1974 року Патриції Гайсміт, третій у серії книг про шахрая і вбивцю Тома Ріплі .

## Сюжет
Том Ріплі продовжує насолоджуватися заможним життям у Франції разом зі своєю дружиною Елоїзою. Він проводить дні у своєму маєтку Бель Омбре, поки його партнер, американський злочинець Рівз Мінот, не просить його скоїти для нього вбивство. Ріплі, який "ненавидить вбивства, якщо тільки вони не є абсолютно необхідними", відмовляється від пропозиції 96 000 доларів за два вбивства, і Мінот повертається до Гамбурга.
Минулого місяця Ріплі побував на вечірці у Фонтенбло, де його образив господар, Джонатан Треванні, бідний британський багетник, який страждає на мієлоїдну лейкемію. Як помсту Ріплі пропонує Міноту спробувати переконати Треванні скоїти вбивства. Щоб переконатися, що план спрацює, Ріплі пускає чутки про те, що Треванні залишилося жити кілька місяців, і пропонує Міноту сфабрикувати докази того, що лейкемія Треванні загострилася, хоча Мінот цього не робить. Треванні, який боїться, що його смерть залишить дружину і сина без засобів до існування, погоджується на пропозицію Мінота відвідати медичного фахівця в Гамбурзі. Там його переконують скоїти вбивство в обмін на гроші.
Після виконання замовлення - застрелити ціль на переповненій станції метро - Треванні наполягає на тому, що він зав'язує з роботою найманим вбивцею. Мінот запрошує його до Мюнхена, де він відвідує іншого лікаря. Мінот переконує Треванні вбити боса мафії, цього разу в поїзді, використовуючи або зашморг, або пістолет. Треванні неохоче погоджується і сідає в поїзд. Він вирішує застрелити мафіозі і покінчити життя самогубством, перш ніж його спіймають, попросивши Мінота простежити, щоб його дружина отримала гроші. Але перш ніж він встигає це зробити, з'являється Ріплі, зачарований усією ситуацією, і сам вбиває мафіозі. Він просить Треванні не говорити Міноту, що він "допоміг" у вбивстві.
Дружина Треванні, Сімона, знаходить у швейцарському банку ощадну книжку з великою сумою на його ім'я і підозрює, що він щось приховує. Вона пов'язує чутки про стан свого чоловіка з Ріплі і просить Треванні розповісти їй, як він заробив стільки грошей. Тревані не може пояснити і просить Ріплі допомогти вигадати правдоподібну історію. Ріплі визнає свою роль у проблемі Треванні і обіцяє допомогти. Мафія запідозрила Мінота і підірвала його будинок, що змусило його тікати. Ріплі починає побоюватися помсти мафії, коли отримує підозрілі телефонні дзвінки. Прогнавши Гелуазу та їхню економку, Ріплі просить Треванні допомогти йому впоратися з можливими переслідуваннями в Бель Омбре.
Коли з'являються двоє мафіозних кілерів, Ріплі вбиває одного, а іншого перед тим, як вбити змушує зателефонувати своєму босу в Мілан і сказати, що Ріплі - не той, кого вони шукають. Симона з'являється в будинку, вимагаючи відповідей, знаходить трупи і від'їжджає на таксі. Ріплі і Треванні їдуть у віддалене село, щоб спалити трупи у власній машині. Через кілька днів Ріплі приїжджає до будинку Треванні, де з'являється четверо мафіозі. Один з них відкриває вогонь по Ріплі, але Треванні випереджає його і отримує смертельне поранення; він помирає в машині Ріплі дорогою до лікарні. Ріплі не впевнений, чи був вчинок Треванні випадковим, чи навмисним.
Кілька місяців по тому Ріплі зустрічає Сімону у Фонтенбло, і вона плює у нього. Він розуміє, що Симона взяла криваві гроші свого чоловіка і при цьому промовчала про свої підозри щодо того, що Ріплі спровокував усю цю історію.

## Екранізації

### Фільми
- «Гра Ріплі» був екранізований в 1977 році Вімом Вендерсом з назвою «Der Amerikanische Freund»(амприканський друг) з Деннісом Хоппером у ролі Ріплі.
- Він був адаптований під оригінальною назвою "Гра Ріплі" в 2002 році режисером Ліліаною Кавані з Джоном Малковичем у ролі Ріплі.

### Радіо
- В радіо-адаптації BBC Radio 4 2009 року зіграли Ян Харт у ролі Ріплі, Хелен Лонгворт у ролі Хелоїзи, Том Брук у ролі Треванні, Пол Райдер у ролі Майнота та Дженіс Акуа у ролі Сімони. [1]